# Haus Hülsdonk
Haus Hülsdonk war ein ehemaliger befestigter Rittersitz in Kleinkempen im heutigen Wekeln in der Stadt Willich.

## Geschichte
Der Name des Gutes leitet sich von hulus (= Stecheiche oder Hülsdorn) und Donk ab.

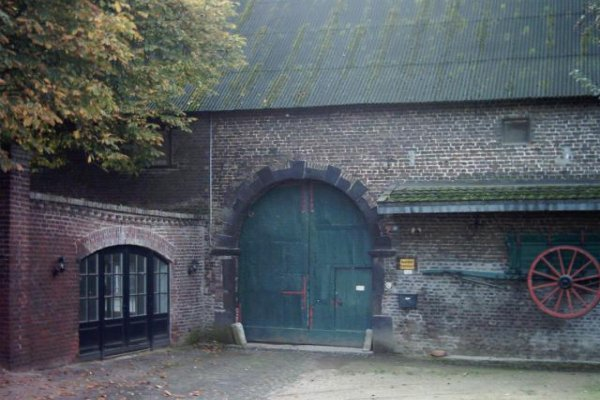
Hülsdonker Hof

Die Anlage war als Wasserburg mit Wällen und Gräben umgeben und diente beispielsweise im Truchsessischen Krieg, als viele Dörfer und Höfe des Umlandes geplündert und zerstört wurden, als Fluchtburg für die Bevölkerung. Im Laufe des 17. Jahrhunderts ging mit der Weiterentwicklung der Artillerie die Bedeutung der Anlage als Wehrbau verloren und es erfolgte ein Rückbau der zinnenbewehrten Mauern und Türme und ein Umbau zu einem wohnlicheren Herrenhaus mit hohen Fenstern. Zur Anlage gehörten damals ein Herrenhaus, eine Kapelle und ein landwirtschaftlicher Wirtschaftshof.
Das Gut war ein Mannlehen des kurkölnischen Amtes Kempen. Der älteste überlieferte historische Beleg der Anlage ist die urkundliche Nennung des Ritters Pilgrimus von Hülsdonk im Jahr 1272. Der Besitz des Gutes wechselte zwischen verschiedenen Adligen, zuletzt an den Grafen Ambrosius Franz von Virmont zu Neersen. Nachdem dieser 1744 kinderlos gestorben war, fiel Haus Hülsdonk 1768 nach langen Rechtsstreit mit dessen Witwe Maria Elisabeth von Nesselrode als heimgefallenes Lehen an Kurköln zurück. 1794 wurde die Region im Ersten Koalitionskrieg von Frankreich besetzt und auch Haus Hülsdonk spätestens 1802 vom französischen Staat eingezogen. 1803 kaufte der letzte kurkölnische Amtmann von Neersen und Hülsdonk, Josef Lenders, das Gut. Er ließ das Herrenhaus und die Kapelle abreißen und verkaufte den verbliebenen Wirtschaftshof. Dieser, auch „Hülsdonkhof“ oder „Hülsdonker Hof“ genannt, ist bis heute erhalten.

## Weblink
- Website des Hauses Hülsdonk

Koordinaten: 51° 15′ 16,7″ N, 6° 31′ 24,6″ O